# Округ Такер (Западна Вирџинија)
Такер (енгл. Tucker County) је округ у америчкој савезној држави Западна Вирџинија.

## Демографија
По попису из 2010. године број становника је 7.141, што је 180 (-2,5%) становника мање него 2000. године.
| Група             | 2000.         | 2010.         |
| Белци             | 7.224 (98,7%) | 7.024 (98,4%) |
| Афроамериканци    | 5 (0,1%)      | 11 (0,2%)     |
| Азијати           | 1 (0,0%)      | 8 (0,1%)      |
| Хиспаноамериканци | 18 (0,2%)     | 41 (0,6%)     |
| Укупно            | 7.321         | 7.141         |